# Университет Тафтса
Университет Та́фтса (англ. Tufts University) — частный исследовательский университет в США. Расположен в городах Медфорд и Сомервилл (Большой Бостон), штат Массачусетс.
Основан в 1852 году как религиозный Колледж Тафтса. Назван в честь Чарльза Тафтса, пожертвовавшего свои земли на холме Уолнат-Хилл в Медфорде под создание учебного заведения. Современное название присвоено в 1954 году.
Университет располагает филиалом в Таллуаре, Франция, находящимся в бывшем монастыре XI века. В 1958 году его приобрели Дональд Мак-Джаннет со своей женой Шарлоттой. До 1978 года они использовали его как летний лагерь, а затем передали университету. Летом тут проводятся исследования, а также ряд международных конференций и саммитов.

## История

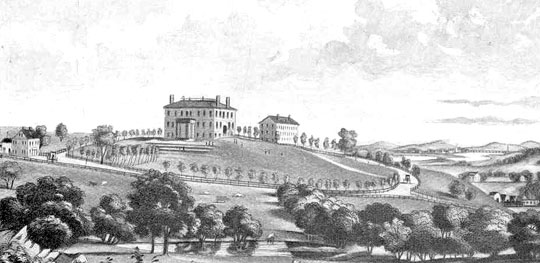
Колледж Тафтса примерно в 1854 году (рисунок неизвестного художника)

В 1840-х годах универсалистская церковь приняла решение основать в Новой Англии свой колледж. В 1852 году Чарльз Тафтс пожертвовал церкви 20 акров (8 га) земли, чтобы помочь им скорей достигнуть этой цели. В том же году принят устав учебного заведения. Первым президентом колледжа стал Осия Баллоу II, внёсший огромный вклад в его создание. В 1854 году завершилось строительство первого здания кампуса, позже названное Баллоу-Холл, в августе того же года начались занятия. В 1867 году организована Божественная школа.
Одним из первых попечителей колледжа был Финеас Барнум. В 1884 году за счёт его средств построен Музей Барнума, где разместилась личная коллекция чучел животных, включая слона Джамбо, который затем станет талисманом университета. Музей проработал до 14 апреля 1975 года, пока сильный пожар не уничтожил его здание и всю коллекцию экспонатов.
15 июля 1892 года Совет попечителей проголосовал за открытый доступ к образованию в колледже женщинам, на тех же условиях, что и мужчинам. На том же заседании было принято решение о создании высшей школы и введении программы подготовки докторов по биологии и химии.
В 1933 году в университете открылась Школа права и дипломатии им. Флетчера. Она стала первой школой в США, осуществляющей подготовку выпускников по специальности международные отношения.
Период, когда на посту президента университета был Жан Мейер (1976—1992), сопровождался уверенным ростом. Благодаря ему, университет смог преодолеть финансовые трудности, добиться увеличения пожертвований, внедрить новые образовательные программы.
21 октября 2011 года состоялась инаугурация 13-го президента Энтони Монако, ранее работавшего в Оксфордском университете.

## Структура

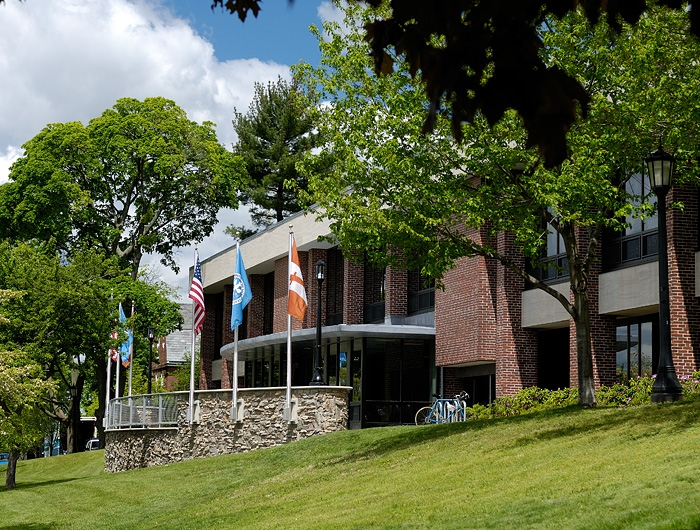
Школа Флетчера — первая в стране школа, начавшая подготовку специалистов по международным отношениям (1933)

В состав университета входят 9 школ и 1 колледж:
- Школа искусств и наук
- Высшая школа искусств и наук
- Инженерная школа
- Школа ветеринарной медицины им. Каммингс
- Стоматологическая школа
- Флетчерская школа права и дипломатии
- Школа наук о питании и поведении им. Джеральда и Дороти Фридман
- Медицинская школа
- Высшая школа биомедицинских наук им. Саклера
- Колледж гражданства и государственной службы им. Джонатана Тиша

## Рейтинг
Университет Тафтса в 2011 году занял 29-е место в рейтинге национальных университетов по версии издания U.S. News & World Report, позицию в диапазоне 102—150 в Академическом рейтинге университетов мира, 39-е место в рейтинге лучших колледжей Америки по версии Forbes и 35-е место в рейтинге университетов США от издания Washington Monthly. В 2014 году Университет Тафтса занял позицию со 101-й по 150-ю в Академическом рейтинге университетов мира, а также 25-ю строчку в рейтинге лучших вузов США согласно версии Forbes.

## Известные выпускники и преподаватели
- См. Категория:Выпускники Университета Тафтса
- См. Категория:Преподаватели Университета Тафтса